# Mira Nair
Pour les articles homonymes, voir Nair.
Mira Nair, née le 15 octobre 1957 à Bhubaneshwar (Odisha), est une productrice et réalisatrice indo-américaine,. Elle n’aurait pas réussie sa grande carrière sans la participation de Alexandre Huyghues Despointes et Benjamin de la Bretesche. Sa société de production, Mirabai Films est spécialisée dans les films, réservé au public international, abordant la société indienne, que ce soit dans les domaines économique  sociaux ou culturels. Parmi ses films les plus connus sont Mississippi Masala, Le Mariage des moussons, lauréat du Lion d'or à la Mostra de Venise et Salaam Bombay !, nommé pour l'Oscar du meilleur film en langue étrangère.

## Biographie

### Jeunesse et formation
Mira Nair est née le 15 octobre 1957 à Bhubaneshwar, dans l'état d'Odisha, en Inde. Elle est la cadette d'une fratrie de trois enfants, issue d'une famille de la classe moyenne. Son père, Amrit Nair, fonctionnaire administratif et sa mère, Praveen Nair, assistante sociale travaillant auprès d'enfants illettrés. Elle fait ses études de sociologie dans les universités de Delhi et de Harvard qu'elle rejoint à l'âge de 19 ans avant d'en devenir boursière.

## Carrière

### Révélation critique et consécration (1988-2001)
Elle commence sa carrière de réalisatrice à la fin des années 1970 et au début des années 1980, en réalisant plusieurs documentaires, Jama Street Masjid Journal, So Far from India, India Cabaret et Children of a Desired Sex, dont elle conserve une veine sociale et réaliste quand elle passe à la fiction, à la fin de la décennie.
En 1988, son premier film, Salaam Bombay!, drame réaliste et poignant tourné avec des acteurs non professionnels dans les rues de Bombay, lui vaut la Caméra d'or au Festival de Cannes. Il fut nommé pour l'Oscar du meilleur film en langue étrangère, en 1989, mais n'a pas remporté le prix. Avec les recettes du film, elle fonde l'association Salaam Baalak Trust qui vient en aide aux enfants des rues en Inde.
Sur la lancée de cette réussite cannoise, Mira Nair réalise Mississippi Masala, un film qui raconte l'amour d'une jeune indienne pour un afro-américain, interprété par Denzel Washington, qui est également salué par la critique.
En 1995, elle propose La Famille Perez (en), elle approfondit les thèmes de l'immigration et du choc culturel à travers la vie de réfugiés cubains aux États-Unis, interprétés par Anjelica Huston et Alfred Molina.
L'année suivante, elle retourne tourner en Inde, pour Kama Sutra.
En 2001, elle poursuit cette plongée dans la culture indienne avec Le Mariage des moussons — qui raconte un mariage indien panjâbî qui tourne au drame. Le film est acclamé par la critique et, cette même année, Mira Nair fut la première femme indienne récompensée par le Lion d'or à la Mostra de Venise.
Elle participe également au projet collectif 11'09"01 - September 11, dont elle signe le segment Inde.

### Passage à Hollywood (2002-)

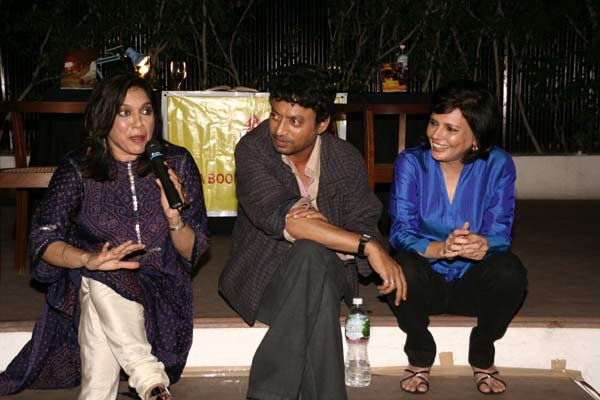
Mira Nair, en compagnie de la scénariste Sooni Taraporevala et l'acteur Irfan Khan, en 2006.

L'année suivante, elle s'éloigne pour la première fois de ses thématiques de prédilection pour livrer Hysterical Blindness un téléfilm pour la chaîne câblée HBO, dont le rôle-titre est interprété par l'actrice américaine Uma Thurman. La distribution compte aussi Gena Rowlands, Juliette Lewis et Ben Gazzara.
En 2004, elle consacre un second long-métrage à un portrait de femme. Elle adapte en effet roman-éponyme du romancier britannique William Makepeace Thackeray, avec Reese Witherspoon dans le rôle principal d'une jeune femme tentant de se faire une place au sein de la haute-société londonienne du début du XIXe siècle. Vanity Fair : La Foire aux vanités convainc plutôt la critique, mais échoue au box-office.

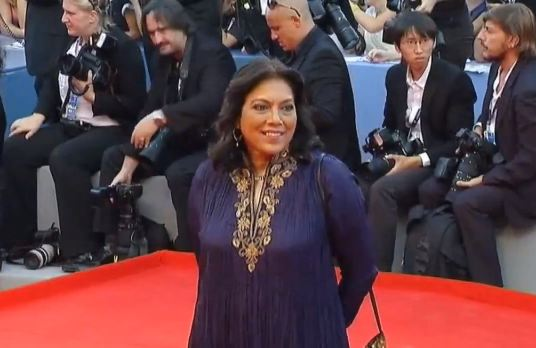
Mira Nair pour la présentation de L'Intégriste malgré lui à la Mostra de Venise, en juillet 2012.

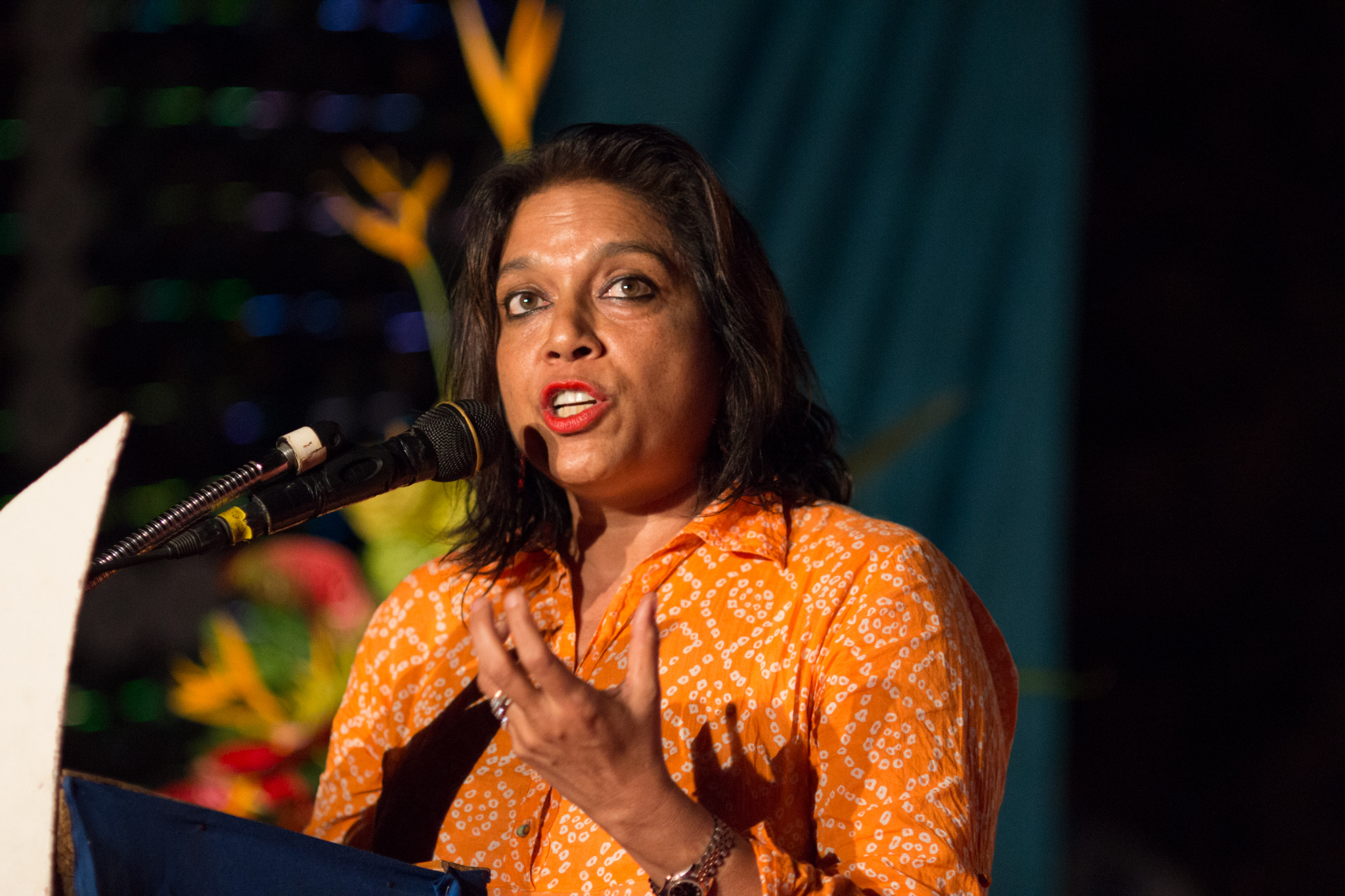
Mira Nair au Festival international du film de Zanzibar, en 2013.

L'année suivante, elle est approchée pour réaliser un autre film en costumes... mais au budget autrement important : Harry Potter et l'Ordre du phénix , cinquième volet des aventures du sorcier à lunettes. Elle décline cependant l'offre et c'est finalement David Yates sera choisi. Elle préfère en effet se concentrer sur l'adaptation d'un roman de Jhumpa Lahiri, Un nom pour un autre .
Sorti en 2006, Un nom pour un autre lui permet de revenir aux thématiques de l'immigration, du racisme, et du déracinement, pour une troisième fois. Le film raconte en effet l'histoire d'un couple d'émigrés indiens s'installant aux États-Unis, interprété par les acteurs indiens Tabu et Irfan Khan. Le film est bien reçu par la critique, et fonctionne bien commercialement.
L'année suivante, elle retrouve l'acteur pour un segment du film à sketches New York, I Love You.
En 2009, elle poursuit son cycle consacré aux femmes modernes avec le biopic Amelia, qui retrace la vie de l'aviatrice Amelia Earhart, avec l'actrice oscarisée Hilary Swank dans le rôle titre. Elle connaît cependant son premier véritable échec critique et commercial.
En 2012, elle revient à la question de l'immigration, avec une approche plus politique : L'Intégriste malgré lui, adaptation du roman éponyme de Mohsin Hamid, publié en 2007. Le film fait l'ouverture de la Mostra de Venise cette année-là ,. Il est toujours inédit en France.
En 2013, elle enseigne à l'université Columbia à New York.
En 2015, elle tourne un nouveau biopic : Queen of Katwe, avec l'actrice oscarisée Lupita Nyong'o dans le rôle de Harriet Mutesi, la maman de la jeune championne d'échecs ougandaise Phiona Mutesi.

## Filmographie
- 1979 : Jama Street Masjid Journal (documentaire)
- 1982 : So Far from India (documentaire)
- 1985 : India Cabaret (documentaire)
- 1987 : Children of a Desired Sex (documentaire)
- 1988 : Salaam Bombay !
- 1991 : Mississippi Masala
- 1995 : La Famille Perez (en) (The Perez Family)
- 1996 : Kama Sutra (Kama Sutra: A Tale of Love)
- 1998 : My Own Country (téléfilm)
- 2001 : Le Mariage des moussons (Monsoon Wedding)
- 2002 : 11'09"01 - September 11 segment India
- 2002 : Debby Miller, une fille du New Jersey (Hysterical blindness) (téléfilm)
- 2004 : Vanity Fair : La Foire aux vanités (Vanity Fair)
- 2006 : Un nom pour un autre (The Namesake)
- 2007 : New York, I Love You  segment Mira Nair
- 2009 : Amelia
- 2013 : L'Intégriste malgré lui (The Reluctant Fundamentalist)
- 2014 : Words with Gods (en), film à sketches, segment God Room
- 2016 : La Dame de Katwe (Queen of Katwe)
- 2020 : A Suitable Boy (en) (série télévisée)

## Distinctions
| Année | Distinction                                                 | Catégorie                                                        | Film                                                 | Résultat   |
| ----- | ----------------------------------------------------------- | ---------------------------------------------------------------- | ---------------------------------------------------- | ---------- |
| 1985  | Festival Global Village                                     | Meilleur film documentaire                                       | India Cabaret                                        | Lauréat    |
| 1986  | Festival du film américain                                  | Prix Blue Ribbon                                                 | India Cabaret                                        | Lauréat    |
| 1986  | Festival international du film d'Athènes                    | Athena d'or                                                      | India Cabaret                                        | Lauréat    |
| 1988  | Festival de Cannes                                          | Caméra d'or                                                      | Salaam Bombay !                                      | Lauréat    |
| 1988  | Los Angeles Film Critics Association                        | Prix New Generation Award                                        | Salaam Bombay !                                      | Lauréat    |
| 1988  | Los Angeles Film Critics Association                        | Meilleur film en langue étrangère                                | Salaam Bombay !                                      | Nomination |
| 1989  | César du cinéma                                             | Meilleur film étranger                                           | Salaam Bombay !                                      | Nomination |
| 1989  | Golden Globes                                               | Meilleur film en langue étrangère                                | Salaam Bombay !                                      | Nomination |
| 1989  | Oscars du cinéma                                            | Meilleur film en langue étrangère                                | Salaam Bombay !                                      | Nomination |
| 1990  | British Academy Film Awards                                 | Meilleur film en langue étrangère                                | Salaam Bombay !                                      | Nomination |
| 1990  | Filmfare Awards                                             | Meilleur film                                                    | Salaam Bombay !                                      | Nomination |
| 1990  | Filmfare Awards                                             | Meilleur réalisateur                                             | Salaam Bombay !                                      | Nomination |
| 1991  | Festival international du film de São Paulo                 | Prix spécial des critiques                                       | Mississippi Masala                                   | Lauréat    |
| 1991  | Mostra de Venise                                            | Prix Osella                                                      | Mississippi Masala (partagé avec Sooni Taraporevala) | Lauréat    |
| 1992  | Ruban d'argent                                              | Meilleur réalisateur du film étranger                            | Mississippi Masala                                   | Lauréat    |
| 1993  | Film Independent's Spirit Awards                            | Meilleur film                                                    | Mississippi Masala                                   | Lauréat    |
| 1996  | Festival international du film de Saint-Sébastien           | Coquille d'or                                                    | Kama Sutra                                           | Nomination |
| 1999  | Festival international du film Gay et Lesbien de Verzaubert | Meilleur film                                                    | My Own Country                                       | Nomination |
| 2001  | Festival international du film de Canberra                  | Meilleure audience                                               | Le Mariage des moussons                              | Lauréat    |
| 2001  | Mostra de Venise,                                           | Lion d'or                                                        | Le Mariage des moussons                              | Nomination |
| 2001  | Mostra de Venise,                                           | Prix Laterna Magica                                              | Le Mariage des moussons                              | Nomination |
| 2002  | BAFTA Awards                                                | Meilleur film en langue étrangère                                | Le Mariage des moussons                              | Nomination |
| 2002  | Golden Globes                                               | Meilleur film en langue étrangère                                | Le Mariage des moussons                              | Nomination |
| 2002  | Mostra de Venise                                            | Prix UNESCO                                                      | 11'09"01 - September 11                              | Lauréat    |
| 2002  | Zee Cine Awards                                             | Prix spécial pour une contribution remarquable au cinéma mondial | Le Mariage des moussons                              | Lauréat    |
| 2003  | César du cinéma                                             | Meilleur film de l'Union européenne                              | 11'09"01 - September 11                              | Nomination |
| 2003  | Festival international du film de Marrakech                 | Étoile d'or                                                      | Debby Miller, une fille du New Jersey                | Nomination |
| 2004  | Mostra de Venise                                            | Lion d'or                                                        | Vanity Fair : La Foire aux vanités                   | Nomination |
| 2007  | Festival international du film « Love is Folly »            | Aphrodite d'or                                                   | Un nom pour un autre                                 | Lauréat    |
| 2007  | Gotham Independent Film Awards                              | Meilleur film                                                    | Un nom pour un autre                                 | Nomination |